# Społeczny Instytut Wydawniczy „Znak”
Społeczny Instytut Wydawniczy „Znak” (SIW Znak) – polskie wydawnictwo założone w 1959 roku w Krakowie.

## Historia
Społeczny Instytut Wydawniczy „Znak” to jeden z największych i najstarszych polskich wydawców. Powstał w 1959 roku z inicjatywy osób związanych z „Tygodnikiem Powszechnym” i miesięcznikiem „Znak”. Chciały one poszerzyć krąg oddziaływania tego środowiska, utrwalając twórczość autorów związanych z oboma pismami, a także – dzięki przekładom współczesnych teologów i filozofów – zapoznać polskich czytelników z dziełami niepublikowanymi przez państwowe wydawnictwa. Na ogłoszony wśród czytelników apel o pożyczkę odpowiedziało około dziewięciuset osób.
Inicjatorem powstania Instytutu i jego pierwszym dyrektorem był Jacek Woźniakowski. Początkowo siedziba Znaku mieściła się w małym pokoju przy ulicy Wiślnej 12 w Krakowie nad redakcją „Tygodnika Powszechnego”. Wokół redakcyjnego stołu zasiadali m.in.: Jerzy Turowicz, Stanisław Stomma, Hanna Malewska, ksiądz Józef Tischner. W czasach PRL-u wydawnictwo publikowało głównie literaturę katolicką i filozoficzną (pierwszą wydaną książką była nieodpłatnie przekazana „Droga krzyżowa” kard. Stefana Wyszyńskiego) oraz sporadycznie poezje, eseje i prozę. Był to czas, gdy cenzura skutecznie utrudniała pracę i rozwój wydawnictwa. Jednak na książki Antoniego Gołubiewa, Karola Wojtyły, Władysława Bartoszewskiego, a później Czesława Miłosza, Gustawa Herlinga Grudzińskiego czy Leszka Kołakowskiego i innych autorów Znaku w księgarniach prowadzono zapisy.
Stopniowo od lat 80. w Znaku zaczęły się ukazywać pozycje z dziedziny historii i politologii, pamiętniki i komentarze polityczne.
Po 1989 roku Znak zaczął się szybko rozwijać. Firma przeniosła się do zabytkowego Dworku Łowczego przy ul. Kościuszki 37 w Krakowie. Instytut zaczął profilować ofertę pod kątem działania na wolnym rynku i zwiększać liczbę wydawanych pozycji. Od połowy lat 90. istotną część publikacji stanowi polska oraz zagraniczna poezja i proza, książki akademickie, filozofia, religia oraz szeroko rozumiana literatura faktu, a także tytuły dla dzieci. Do wybitnych autorów dołączyli: Norman Davies, przyszły noblista Seamus Heaney czy nieobecni w oficjalnym obiegu pisarze emigracyjni: Jerzy Stempowski, Stanisław Vincenz, Józef Czapski. Na przełomie tysiącleci Znak wydawał ponad 100 nowości rocznie i coraz częściej był określany „stajnią noblistów”. Obok Czesława Miłosza i Wisławy Szymborskiej wśród autorów wydawnictwa są bowiem: Josif Brodski, J.M. Coetzee, Mario Vargas Llosa, Derek Walcott, W.H. Auden czy Samuel Beckett.
Społeczny Instytut Wydawniczy „Znak” jest także wydawcą Miesięcznika ZNAK, jednego z najstarszych miesięczników w Polsce, którego pierwszy numer ukazał się w 1946 roku.
W 1992 roku Jacka Woźniakowskiego na stanowisku redaktora naczelnego zastąpił Jerzy Illg, a Społeczny Instytut Wydawniczy „Znak” powołał Fundację Kultury Chrześcijańskiej Znak (obecnie Fundacja na rzecz Kultury Chrześcijańskiej im. Hanny Malewskiej), której pierwszym prezesem został Stefan Wilkanowicz. Polem działania Fundacji są stosunki międzywyznaniowe, przede wszystkim pomiędzy żydami, chrześcijanami i muzułmanami, a także relacje z krajami sąsiednimi wobec Polski i edukacja globalna. Po objęciu redakcji Illg uruchomił oficynę Signum na potrzeby wydawania przez Znak komercyjnych tytułów.
Aby docierać do szerszych kręgów odbiorców w 2006 roku powstało Wydawnictwo Otwarte, publikujące literaturę popularną, a w 2010 r. platforma Woblink, oferująca książki elektroniczne, audiobooki, a teraz także książki papierowe.
W 2009 roku przy Znaku powstała Fundacja Sztuki Nowej Znaczy się, która działa w przestrzeni kultury, łącząc słowo pisane z obrazem
W związku z rozwojem firmy i stałym poszerzeniem jej oferty w 2010 roku Zarząd Wydawnictwa powołał do życia trzy nowe marki: Znak, Znak Literanova i Znak Emotikon. W 2014 roku powstał Znak Horyzont.
W roku 2015 Grupa Wydawnicza kupiła część udziałów w społecznościowym portalu lubimyczytac.pl.
W 2015 roku Znak otworzył pierwszą księgarnię pod nazwą Autorska.
W 2019 roku, po kilkuletniej przerwie, Znak ponownie otworzył księgarnię firmową w Krakowie.
SIW Znak jest właścicielem księgarni internetowych znak.com.pl, chodnikliteracki.pl oraz paskarz.pl
SIW Znak jest współorganizatorem corocznych Dni Tischnerowskich a także innych wydarzeń kulturalnych, m.in. cyklu spotkań pod hasłem „Dorwać Mistrza”.

## Obecnie
Grupa Wydawnicza Znak publikuje ponad 500 tytułów rocznie. Prezesem Zarządu SIW Znak jest Dominika Kozłowska. Firma zatrudnia ponad 170 osób.
Do najważniejszych obecnie wydanych autorów polskich i zagranicznych należą m.in.:
proza, esej i poezja: W.H. Auden, John Banville, Samuel Beckett, Iosif Brodski, Sylwia Chutnik, J.M. Coetzee, John Donne, T.S. Eliot, Richard Paul Evans, Paweł Huelle, Magdalena Kordel, Marek Krajewski, Mario Vargas Llosa, Yann Martel, Eduardo Mendoza, Czesław Miłosz, Wiesław Myśliwski, Eric-Emmanuel Schmitt,  Zadie Smith, Wisława Szymborska, Donna Tartt, Magdalena Tulli, Derek Walcott, Michał Witkowski, Virginia Woolf, Adam Zagajewski;
non-fiction: Timothy Garton Ash, Tomasz Bonek, Umberto Eco, Józef Czapski, Francis Fukuyama, Magdalena Grzebałkowska, Ryszard Kapuściński, Leszek Kołakowski, George Soros, Małgorzata Szejnert, Piotr Sztompka, Wojciech Jagielski, Katarzyna Kubisiowska;
historia: Antony Beevor, Rodric Braithwaite, Norman Davies, Diane Ducret, Joseph Gies, Francis Gies, Anna Herbich, Kamil Janicki, Ben Kane, Ian Kershaw, Roger Moorhouse, Kacper Śledziński;
filozofia i religia: Jorge Mario Bergoglio, Adam Boniecki, Martin Buber, Ewa K. Czaczkowska, Henryk Józef Marian Elzenberg, Anselm Grün, Martin Heidegger, Szymon Hołownia, Leszek Kołakowski, Tadeusz Pieronek, Karl Popper, Joseph Ratzinger, Barbara Skarga, Władysław Stróżewski, Adam Szustak, Charles Taylor, Karol Tarnowski, Józef Tischner, Jan Twardowski, Karol Wojtyła, Stefan Wyszyński;
literatura dziecięca: Christianna Brand, Roald Dahl, René Goscinny, Ted Hughes, Janosch, Fanny Joly, Andrzej Maleszka, Michał Rusinek, Francesca Simon.